# Torre Gaju
La Torre Gaju o Marbà és un edifici de Rubí (Vallès Occidental) catalogat com a bé cultural d'interès local.

## Descripció
Casa unifamiliar d'aspecte majestuós, molt ornamentada. És de planta quadrada amb una estructura de planta baixa i un pis. Té una torre adossada en un dels cantons laterals que s'alça per damunt de la teulada i que està coberta amb ceràmica vidriada.
A la façana principal i a la torre s'obren balcons amb balustrades i a les zones angulars entre façanes, s'han fet motllures i relleus amb temes florals mentre que la zona corresponent al pis i en la planta baixa, s'ha decorat amb pilastres. Sobre les balconades hi ha relleus de garlandes i medallons.

## Història
A principis del segle xx, aquesta zona, coneguda com La Plana de Can Bertran (nom de la masia que hi havia), es convertí en una ciutat-jardí benestant.
El promotor de la casa fou l'indià Pere Gaju i Oller (Rubí, 1870-1955), que el 1915 va tornar d'Iquique (Xile) amb la seva dona Dolors Alsina i Boada. Després de la seva mort, passà a mans de la família Marbà, que en són els actuals propietaris.